# 金剛山ロープウェイ

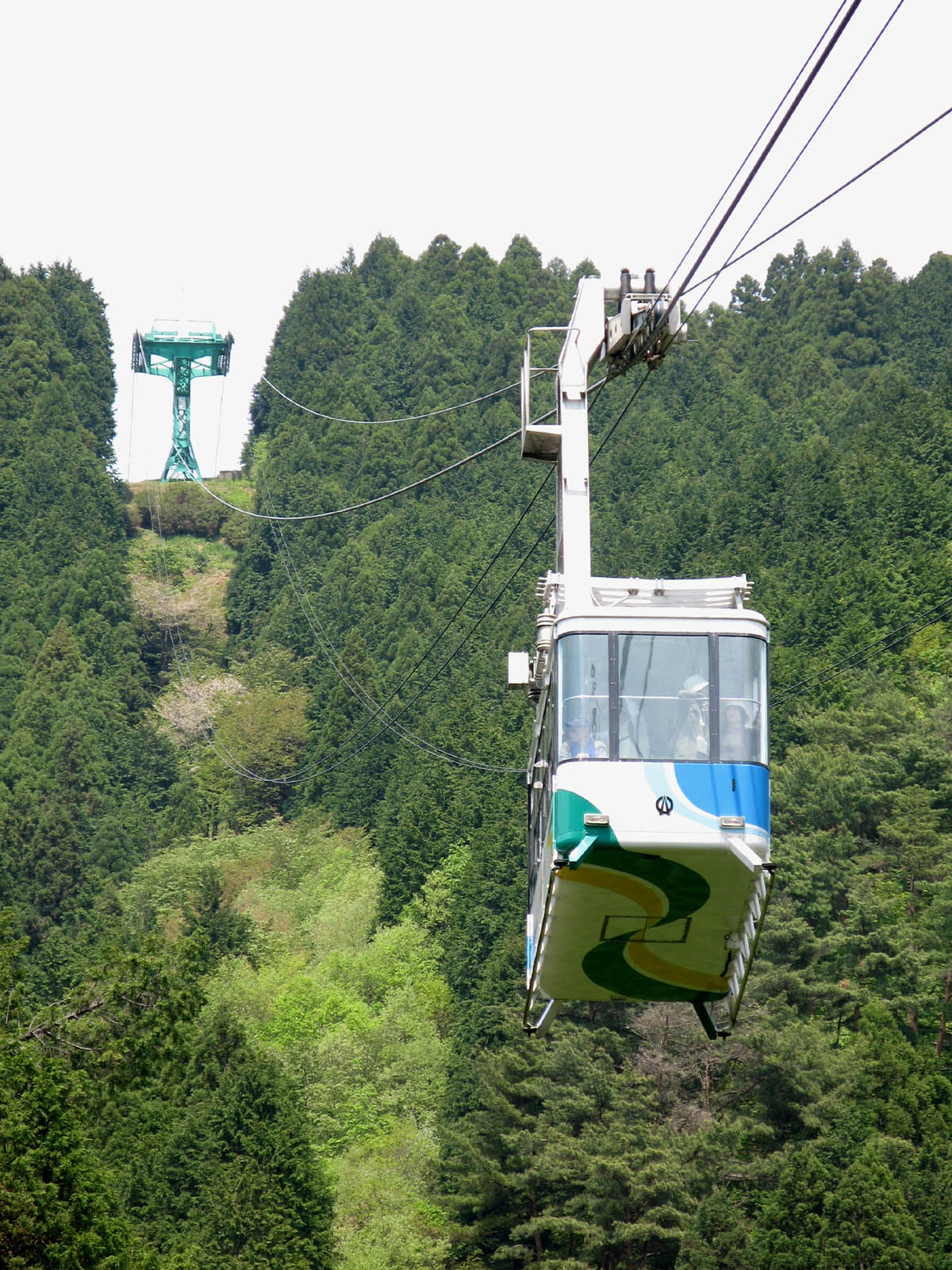
金剛山ロープウェイ

金剛山ロープウェイ（こんごうさんロープウェイ）は、かつて大阪府南河内郡千早赤阪村の金剛山にあった千早赤阪村営のロープウェイである。日本で唯一の村営ロープウェイであり、山麓の千早駅と山腹の金剛山駅の2駅を結んでいた。
2004年以降は指定管理者制度を利用し運行は民間業者に委託していた。2004年から2016年はグルメ杵屋（同社は東証1部上場企業で、大阪府内の私鉄・水間鉄道の親会社）が、2016年以降は信越索道メンテナンス株式会社（日本スキー場開発株式会社の子会社）が指定管理者に指定 されていた。なお金剛山駅近くの村営飲食宿泊施設・香楠荘の運営も両社に委託していた。
2019年3月15日より大阪府北部地震などを受け、村がロープウェー施設の耐震診断をしたところ駅舎が強度不足と分かり、当面の間運行が休止された。運休に伴い利用者が激減したため、村営宿泊施設・香楠荘も同年8月31日限りで当分の間休館している。運休を受けて村が今後のあり方を検討した結果、2021年2月18日に村による運営を断念した。同年2月25日開会の村議会に村営による事業の廃止等に関する条例案を提出する予定。今後は民間への譲渡や新たな方法を模索することを検討することとなった。しかし、2022年9月16日に譲渡先の民間企業が見つからなかったとして村議会は撤去工事の関連予算の債務負担行為（限度額800万円）を盛り込んだ補正予算案を提案し、全会一致で可決され廃止撤去が決定した。撤去作業は2024年6月から2025年10月にかけて実施されている。

## 路線データ
- 駅数 - 2駅（起終点駅含む）
- 線路全長 - 1323m
- 高低差 - 267m
- 定員 - 46人
- 運転速度 - 5 m/s
- 所要時間 - 約6分
- 複線交走式普通索道

ゴンドラは千早赤阪村にちなみ、1号機が「ちはや」、2号機が「あかさか」の愛称を持っている。

## 運行形態

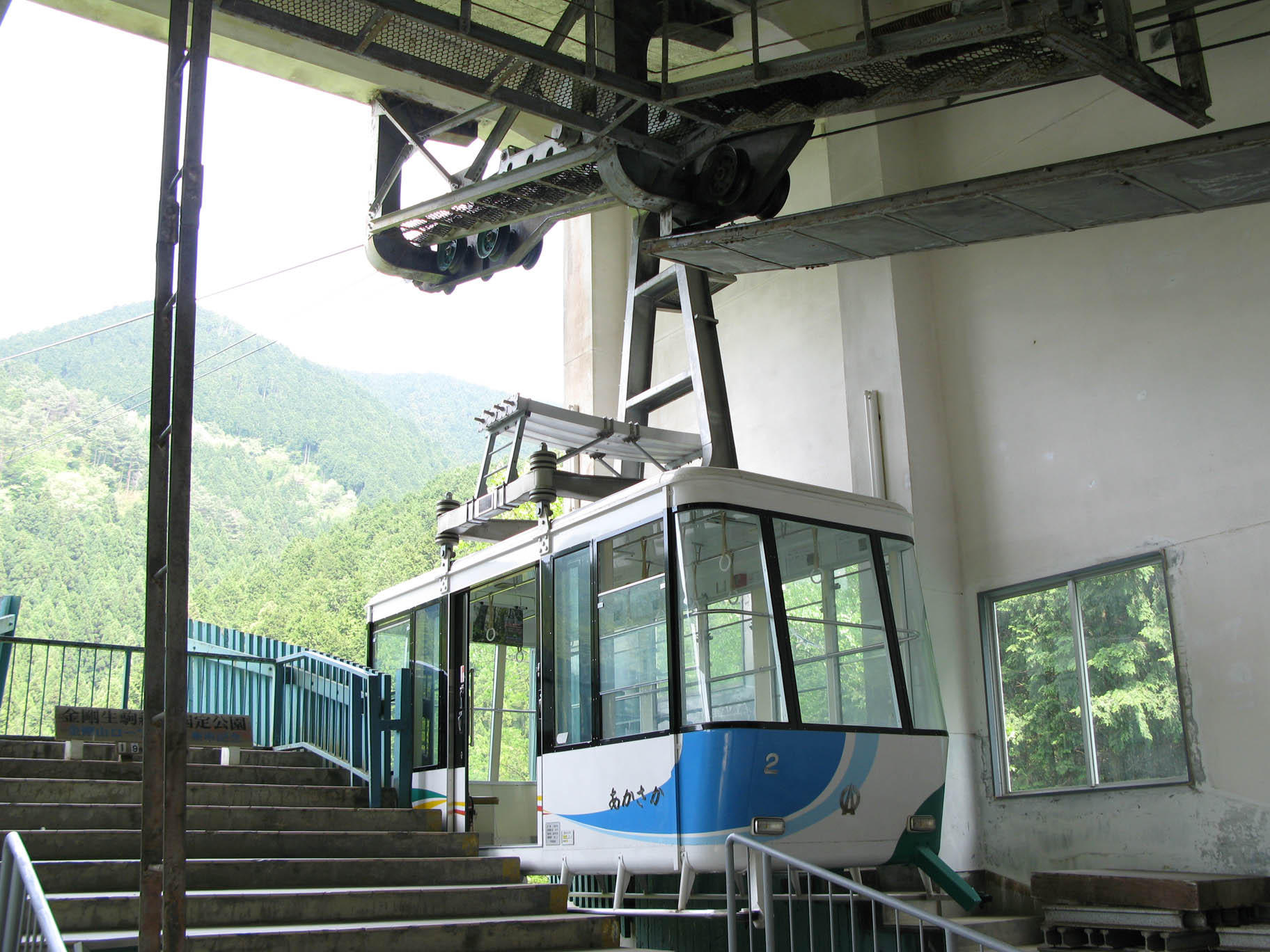
金剛山ロープウェイのゴンドラ（千早駅にて）

### 運行間隔
- 平日・土曜：毎時2本、30分間隔。
- 日曜・祝日：毎時4本、15分間隔。

### 運行時間帯
- 平日：原則として9:00 - 17:00の運行。ただし8月のみ18:00まで運行。
- 土曜・日曜・祝日：4月 - 9月は9:00 - 18:00、10月 - （翌年）3月は9:00 - 17:00の運行。
- 1月1日は、初日の出目的の登山客に対応し、早朝5:00から運行。

### 運賃
- 片道乗車券
  - 大人750円、小人390円
- 往復乗車券
  - 大人:1,420円、小人:700円

割引（カード・証明書等提示で適用）
- 1割引
  - 南海バス 河内長野・千早赤阪ワイドモックルカード
  - 金剛錬成会、読売ファミリーサークル、みどりのトラスト協会
  - グリーンクーポン
  - 千早赤阪村村民
- 2割引
  - 南海電鉄 金剛山ハイキングきっぷ
- 半額
  - 障害者手帳
  - 香楠荘の宿泊客
  - 香楠荘で金剛弁当を予約している者（平日のみ）

（2014年4月改定）

## 歴史
- 1966年（昭和41年）4月17日：開通[4]。
- 2019年（平成31年）3月15日：耐震診断の中間報告結果を受けて運行停止[3][4]。
- 2021年（令和3年）2月18日：村による運営を断念[2][4]。
- 2022年（令和4年）9月16日：村議会により廃止・撤去が決定[5]。

## 駅一覧
千早駅（標高708m） - 金剛山駅（標高975m）

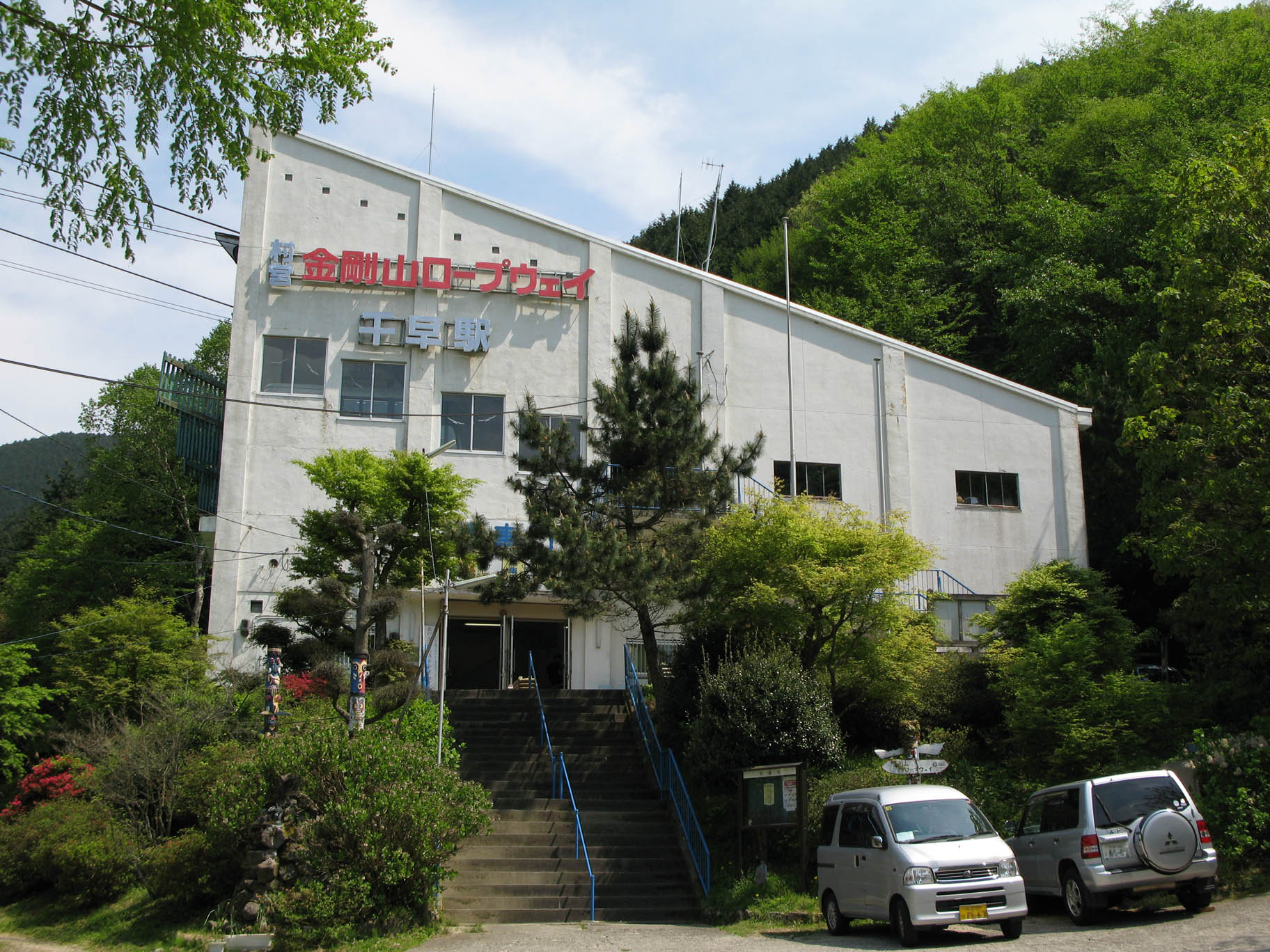
千早駅
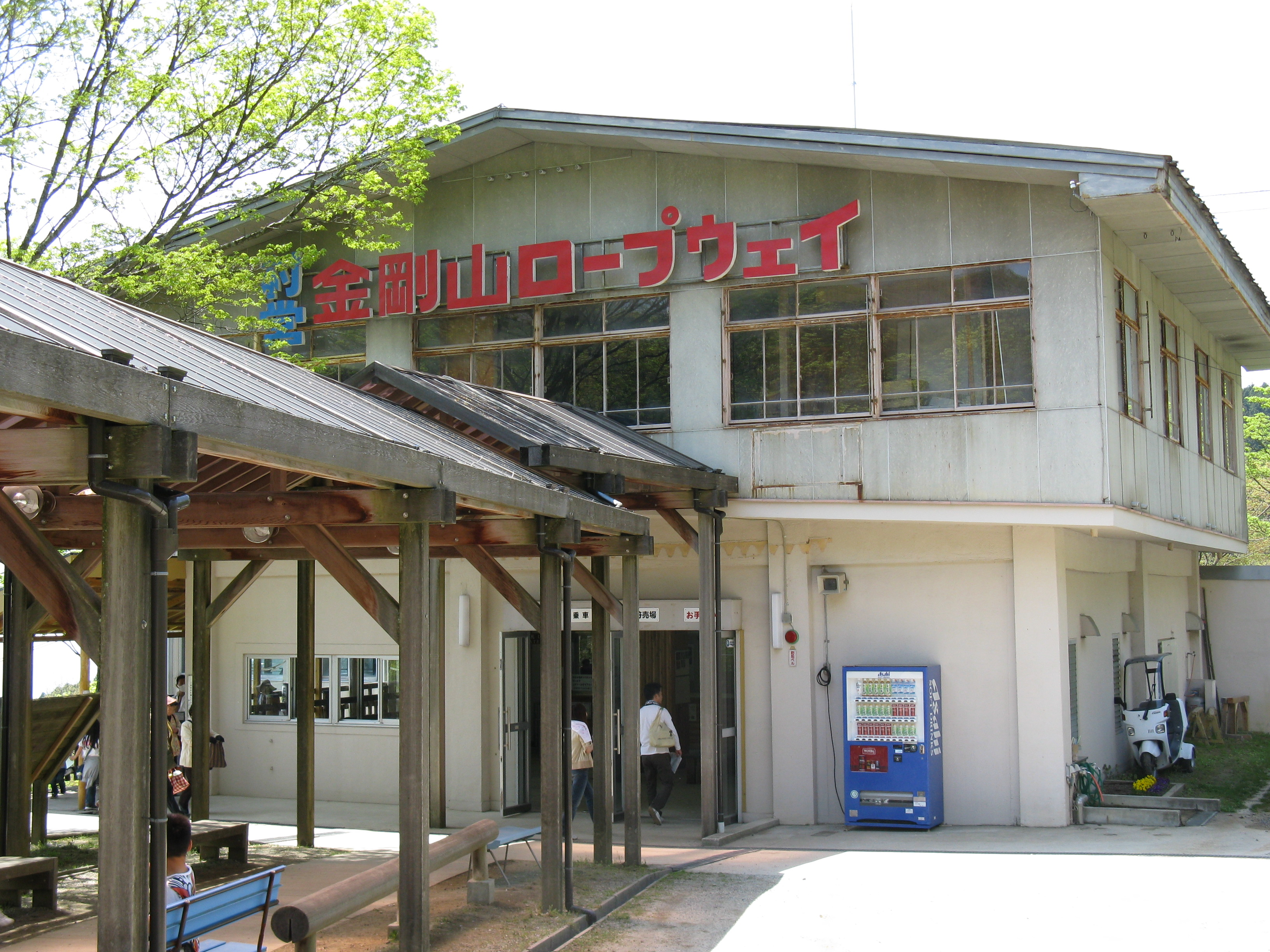
金剛山駅

## 接続路線

### ロープウェイ千早駅
- 南海高野線および近鉄長野線 河内長野駅前3番乗り場から - 南海バス小深線「金剛山ロープウェイ前行き（408、411系統）」に乗車し、終点「金剛山ロープウェイ前」バス停下車徒歩約10分。
なお、ロープウェイ廃止後の2023年12月20日までは近鉄長野線 富田林駅から金剛バス千早線「千早ロープウェイ前行き（20系統）」に乗車し、終点「千早ロープウェイ前」バス停下車（南海バスの金剛山ロープウェイ前と同じ場所）徒歩約10分のアクセスも利用できたが、金剛バスの事業廃止に伴い富田林駅からの路線も廃止されている（翌日以降は、手前の金剛登山口バス停までは富田林駅からの南海バスを途中で村営バスに乗り換えて来訪可能）。

## トピックス

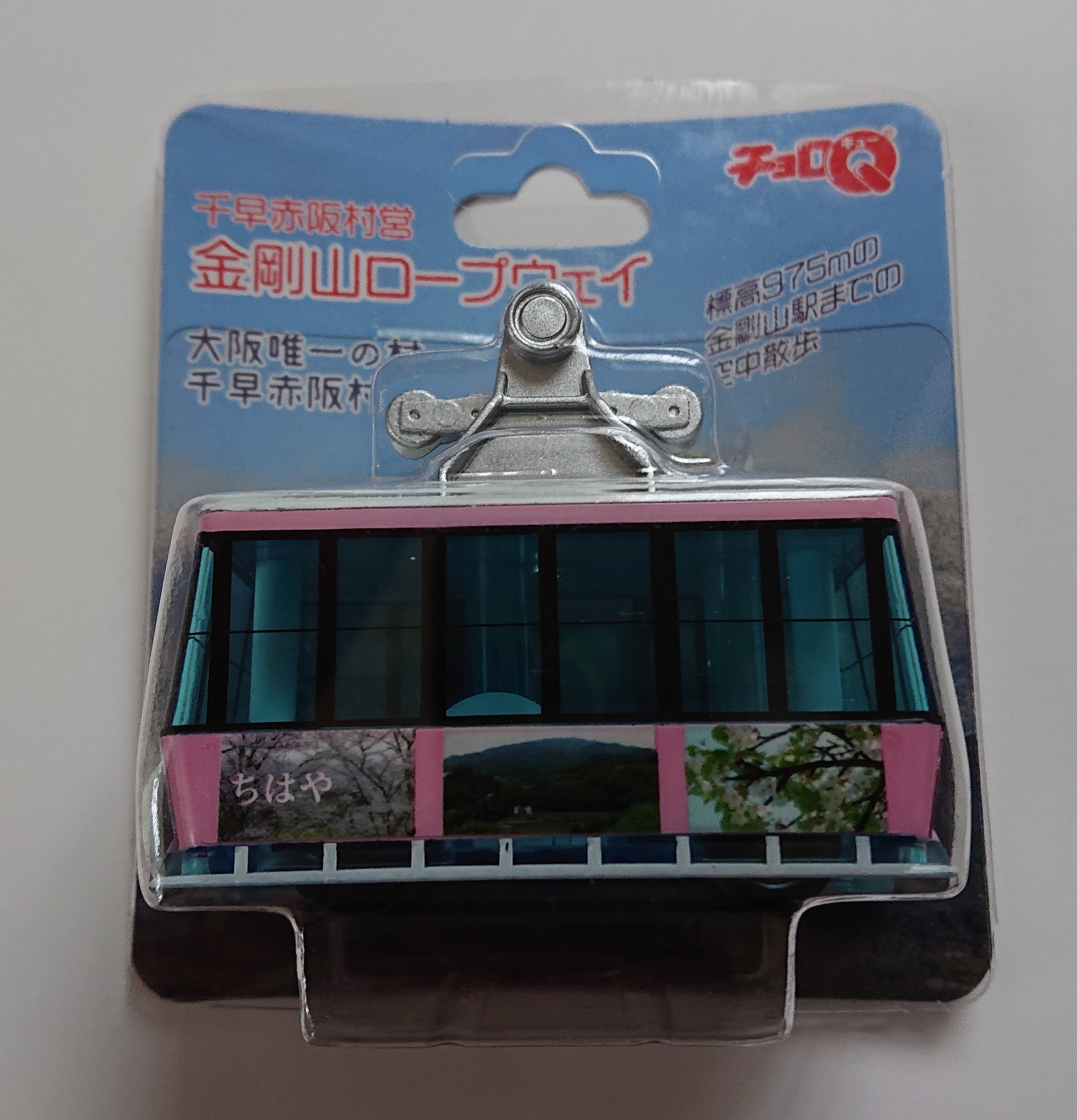
ロープウェイチョロQ(ちはや号)

- 2016年12月に、金剛山駅待合所の2階部分を撤去し、展望施設「ダイヤモンドテラス(Diamond terrace)」を設置[7]
- 2019年に大阪府千早赤阪村が「金剛山ロープウェイ」のチョロQを作成[8]。